# Nomada placida
Nomada placida là một loài Hymenoptera trong họ Apidae. Loài này được Cresson mô tả khoa học năm 1863.